# Xian d'Anxiang
Le xian d'Anxiang (安乡县 ; pinyin : Ānxiāng Xiàn) est un district administratif de la province du Hunan en Chine. Il est placé sous la juridiction de la ville-préfecture de Changde.

## Démographie
La population du district était de 577 379 habitants en 1999.